# Разіль Валієв
Разіль Ісмагілович Валієв (тат. Разил Исмәгыйль улы Вәлиев, 4 січня 1947, с. Ташлик, Нижньокамський район, Татарстан — 20 жовтня 2023, Казань) — радянський і російський громадський і державний діяч Татарстану, татарський письменник, поет, депутат Державної Ради Республіки Татарстан.

## Біографія
Народився 4 січня 1947 року в селі Ташлик Нижньокамського (колишнього Шереметьєвського) району Татарстану.
- 1965—1967 студент відділення журналістики Казанського федерального університету.
- 1967 (травень-липень) літературний співробітник журналу «Казан утлари».
- 1967—1972 студент Літературного інституту імені М. Горького (м. Москва).
- з 1976 член редколегії журналу «Ялкин».
- з 1981 член правління Спілки письменників Татарстану.
- 1981—1986 член правління Спілки письменників СРСР.
- 1981—1986 депутат Набережночелнінської міської Ради.
- 1986—1995 депутат Казанського міської Ради.
- 1986—2000 директор Національної бібліотеки Республіки Татарстану.
- 1988 кандидат в депутати Верховної Ради ТАРСР (перші в СРСР вибори на альтернативній основі).
- 1990 кандидат в депутати Верховної Ради РРФСР.
- з 2000 голова Опікунської ради Національної бібліотеки Республіки Татарстан.
- 2009 року призначений Представником Держради в Раді директорів ВАТ «Татмедіа»[3][4].

Голова комітету з культури, науки, освіти та національних питань Держради Татарстану.
Активний прихильник національно-культурного компонента. Прихильник переходу графіки татарської мови на латиницю.

## Політична позиція
У 2014 році підписав Колективне звернення діячів культури Російської Федерації на підтримку політики президента РФ В. В. Путіна на Україні і в Криму.

## Звання
- лауреат Державної премії Республіки Татарстан ім. Г. Тукая,
- лауреат премії імені М. Джаліля Республіки Татарстан,
- заслужений працівник культури Російської Федерації,
- заслужений працівник культури Республіки Татарстан.